# Рівноважний політ

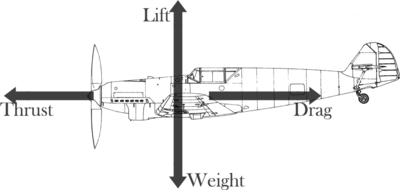
Рівноважний політ визначається як політ без прискорення. Це означає, що всі сили, що дають на тіло, зрівноважені та літаку лишається лише летіти з постійною швидкістю у випадку горизонтального польоту, підйому чи падіння.

Рівноважний політ, політ без прискорення, чи стійкий політ є особливим випадком у динаміці польоту, де лінійна та кутова швидкості літального апарата є постійними у системах відліку, прив'язаних до тіла. Базові маневри літального апарата, такі як горизонтальний політ, підняття та спуски, а також координовані повороти можуть бути змодельовані як маневри рівноважного польоту. Політ типового літального апарата складається з серій маневрів рівноважного польоту, які поєднані короткими, прискореними переходами. Через це основні програми моделей рівноважного польоту включають дизайн літального апарата, оцінку льотно-технічних характеристик літального апарата, планування польоту і використання станів рівноважного польоту як умов рівноваги, за яких виконується рівняння динаміки польоту.